# Oligodon kunmingensis
Oligodon kunmingensis este o specie de șerpi din genul Oligodon, familia Colubridae, descrisă de Zhi-Tong Kou și Wu 1993. Conform Catalogue of Life specia Oligodon kunmingensis nu are subspecii cunoscute.